# William Chapman
William Chapman nato George William Alphred (Saint-François-de-Beauce, 13 dicembre 1850 – Ottawa, 23 febbraio 1917) è stato uno scrittore, poeta e giornalista canadese.
Chapman è nato a Saint-François-de-Beauce in Quebec (oggi Beauceville), e ha studiato al Levis College nel 1862-1867.  Ha studiato giurisprudenza, in seguito si è dedicato ad attività commerciali e in seguito è entrato nella pubblica amministrazione della provincia del Québec. Chapman ha lavorato per qualche tempo come giornalista a Québec City e a Montreal; ma nel 1902 divenne traduttore francese per il Senato del Dominion e si trasferì a Ottawa. È stato candidato per quattro volte al premio Nobel per la letteratura, nelle edizioni del 1904, 1910, 1912, 1917
Dopo la sua morte nel 1917, è stato sepolto nel cimitero di Notre Dame des Neiges a Montreal. 

## Opere
- Les Québécoises (1876)
- Mines d'or de la Beauce (1881)
- Guide et souvenir de la St-Jean-Baptiste (1884), Montréal
- Les Feuilles d'érable (1890)
- Le lauréat (1894)
- Les deux Copains (1894)
- Les aspirations : poésies canadiennes (1904), che ha ricevuto il più alto premio da parte della Académie française
- Les Rayons du Nord (1910), che ha ricevuto il più alto premio da parte della Académie française
- Les Fleurs de givre (1912)